# 宮脇千鶴
宮脇 千鶴（みやわき ちづる、1976年6月18日 - ）は、日本のアニメーター（演出家、アニメ監督）。大分県出身。

## 経歴・人物
1997年、嵯峨美術短期大学ビジュアルコミュニケーションデザインを卒業。『金田一少年の事件簿』（1997年 - 2000年）第37話「「雪夜叉伝説殺人事件」ファイル1」が初の参加作品となる。その後は原画を中心に活動した。
2005年、ジャンプフェスタ・アニメツアー2005で公開された銀魂『何事も最初が肝心なので多少背伸びするくらいが丁度良い』で原画を担当し、最初から最後までの15年に渡って『銀魂』のアニメーション制作に参加した。なお、当初は「あのちょっと変わったマンガか～」という印象だった。翌2006年4月4日からサンライズが制作し、テレビ東京で放送された『銀魂（第1期）』第1話「てめーらァァァ!!それでも銀魂ついてんのかァァァ!（前編）」において、佐藤陽子と共同で作画監督を担当した。『銀魂'（第2期）』第1話（第202話）「春休み明けは皆ちょっと大人に見える」からは絵コンテ・演出などを担当し、『銀魂゜（第3期）』 第1話（第266話）「一時停止はうまい具合には止まらない」より藤田陽一から監督を引き継いだ。
また、『銀魂』の初代監督の高松信司を監督とする『美男高校地球防衛部LOVE!』では副監督・デザインコンセプトを担当した。『美男高校地球防衛部HAPPY KISS!』の制作時、高松が「いつもどおり、『なんかいい感じに描いて』」と宮脇に依頼した結果、「いい感じ」に仕上がったとしている。
『銀魂 THE FINAL』では監督・脚本などを担当した他、監修の藤田と協力して絵コンテを担当した。なお、ダビング作業中に音響監督の高松が「大丈夫なの?これ本当に完成するの?」と心配したものの、初号試写上映後に高松は最初に拍手した他、宮脇にLINEで「完成してよかったです」と称賛した。宮脇によると「先代の藤田さんから受け取った“クソ重たいバトン”を落とさずに最後まで走り切れた。」としている。なお、『銀魂』本誌がアプリ連載へ移行と同時期にアニメーション制作の企画が開始し、「最後の話、映画じゃないと無理でしょ!」と宮脇が提案したため、劇場版の制作が決定した。
日本サンライズ（現：サンライズ）が制作した「『戦闘メカ ザブングル』が子供のころから大好き」な作品としている。
文化放送『裏方ラジオ』MCの松原秀とは『銀魂゜（第3期）』第3話（第268話）「ベギラマな夏 / 何もねぇよ夏2015」からの知り合いである。

## 参加作品
1997年
- 金田一少年の事件簿（原画 - 第37話、第43話、第49話、第54話、第94話、第101話、第112話）

1998年
- ジェネレイターガウル（原画 - 第5話、第10話）

1999年
- サクラ大戦 轟華絢爛（OVA、原画 - 第1話、第2話、第4話、第6話）

2000年
- メダロット（原画 - 第35話、第49話）
- 陽だまりの樹（原画 - 第25話）

2001年
- The Soul Taker 〜魂狩〜（原画 - 第2話、第8話、第13話）
- ジャングルはいつもハレのちグゥ（原画 - 第6話、第12話、第16話、第21話）
  - ジャングルはいつもハレのちグゥ FINAL（2003年、OVA、原画 - 第4話）

- ノワール（原画 - 第3話、第8話、第9話）
- HUNTER×HUNTER（原画 - 第61話）

2002年
- アーケードゲーマーふぶき（OVA、原画 - 第1話、第2話）
- Witch Hunter ROBIN（原画 - 第3話、第10話、第17話、第25話）
- テニスの王子様（原画 - 第39話）

2003年
- R.O.D -THE TV-（原画 - 第22話）
- 犬夜叉 天下覇道の剣（原画）
- 宇宙のステルヴィア（原画 - 第10話）
- L/R -Licensed by Royal-（原画 - 第9話、第13話）
- クレヨンしんちゃん 嵐を呼ぶ 栄光のヤキニクロード（原画）
- スクラップド・プリンセス（原画 - 第10話、第17話、第22話）
- デ・ジ・キャラットにょ（原画 - 第8話、第15話、第22話、第32話、第64話、第78話、第87話、第97話、第103話）
  - Di Gi Charat劇場 ぴよこにおまかせぴょ!（2003年、OVA、原画 - 第3話）

2004年
- 犬夜叉 紅蓮の蓬莱島（原画）
- クレヨンしんちゃん 嵐を呼ぶ!夕陽のカスカベボーイズ（原画）
- SAMURAI 7（原画 - 第5話）
- 妄想代理人（原画 - 第9話）
- MONSTER（作画監督 - 第18話、第26話、第33話、第49話、第61話）

2005年
- IGPX（原画 - 20話）
- 劇場版 鋼の錬金術師 シャンバラを征く者（原画）
- ハチミツとクローバー（作画監督補佐 - 第4話、第9話）
- 舞-乙HiME（原画 - 第6話）

2006年
- ケモノヅメ（原画 - 第9話）
- テニスの王子様 全国大会篇（OVA、作画監督 - 第2話、第7話、第11話）
- リーンの翼（原画 - 第3話）

2007年
- ハイランダー（原画）
- REIDEEN（原画 - 12話）
- ロミオ×ジュリエット（原画 - 第7話）

2009年
- ミチコとハッチン（原画 - 第16話、第22話）
- レイトン教授と永遠の歌姫（演出）

2010年
- 劇場版 イヴの時間（作画監督）

2011年
- 放浪息子（演出 - 第4話）

2012年
- TARI TARI（原画 - 第13話）

2013年
- クレヨンしんちゃん バカうまっ!B級グルメサバイバル!!（絵コンテ）
- 映画 かいけつゾロリ まもるぜ!きょうりゅうのたまご（演出）

2014年
- クレヨンしんちゃん（絵コンテ - 第824話B、演出 - 第824話A・B）

2015年
- 美男高校地球防衛部LOVE!（副監督、デザインコンセプト、脚本・絵コンテ - 8話、演出 - 第1話、第8話）
  - 美男高校地球防衛部LOVE!LOVE!（2016年、デザインコンセプト）
  - 美男高校地球防衛部HAPPY KISS!（2018年、キャラクター原案）

2022年
- 後宮の烏（監督、絵コンテ - 第1話）

2023年
- 永久少年 Eternal Boys NEXT STAGE（絵コンテ）
- SAND LAND（絵コンテ）

2024年
- 月刊モー想科学（監督、キャラクター原案・脚本・絵コンテ）
- SAND LAND: THE SERIES（絵コンテ - 第2話）

### 『銀魂』シリーズ
- 銀魂（2005年、2006年 - 2021年）
  - 監督（第266話 - ）[23][24]
  - 演出 - 第202話、第218話、第226話、第231話、第242話、第252話、第254話、第265話
  - 絵コンテ - 第218話、第226話、第231話、第254話、第256話、第266話、第270話、第305話、第317話、第328話、第333話[注釈 8]、第354話、第357話[注釈 9]、第361話[注釈 10]、第367話
  - 作画監督[6] - 第1話[注釈 11]、第8話[注釈 11]、25話[注釈 11]、第34話
  - 『何事も最初が肝心なので多少背伸びするくらいが丁度良い』（2005年、OVA、原画）
  - 『美味いモノは後回しにすると横取りされるからやっぱり先に食え』（2014年、OVA、絵コンテ・演出[注釈 12]）
  - 劇場版 銀魂 新訳紅桜篇（2010年、原画）
  - 劇場版 銀魂 完結篇 万事屋よ永遠なれ（2013年、絵コンテ[注釈 13]、演出[注釈 14]）
  - 銀魂 THE FINAL（2021年、監督[1][11]、脚本[1][11]、絵コンテ[1][10]、「作画スタッフ」の声[12]）